# Gmina Kałuszyn
Die Gmina Kałuszyn ist eine Stadt-und-Land-Gemeinde im Powiat Miński der Woiwodschaft Masowien in Polen. Ihr Sitz ist die gleichnamige Stadt mit etwa 2900 Einwohnern.

## Geographie
Die Gemeinde liegt im Osten der Woiwodschaft Masowien. Warschau und die Kreisstadt Mińsk Mazowiecki liegen etwa 40 bzw. zehn Kilometer westlich. Nachbargemeinden sind Cegłów, Dobre, Grębków, Jakubów, Kotuń, Mrozy und Wierzbno.

## Geschichte
Die Landgemeinde wurde 1973 aus Gromadas neu gebildet. Stadt- und Landgemeinde wurden 1990/1991 zur Stadt-und-Land-Gemeinde zusammengelegt. Ihr Gebiet gehörte bis 1975 zur Woiwodschaft Warschau. Es kam dann bis 1998 zur Woiwodschaft Siedlce, der Powiat wurde in dieser Zeit aufgelöst. Zum 1. Januar 1999 kam die Gemeinde zur Woiwodschaft Masowien und zum wiedererrichteten Powiat Miński.

## Gliederung
Die Stadt-und-Land-Gemeinde Kałuszyn gliedert sich in die Stadt selbst und 28 Orte mit Schulzenamt (sołectwo):
Abramy
Budy Przytockie
Chrościce
Falbogi
Garczyn Duży
Garczyn Mały
Gołębiówka
Kazimierzów
Kluki
Leonów
Marianka
Milew
Mroczki
Nowe Groszki
Olszewice
Patok
Piotrowina
Przytoka
Ryczołek
Sinołęka
Stare Groszki
Szembory
Szymony
Wąsy
Wity
Wólka Kałuska
Zimnowoda
Żebrówka
Weitere Orte der Gemeinde sind Górki und Marysin.

## Verkehr
Die Landesstraße DK2 (Europastraße 30) führt von Warschau zum Grenzübergang Terespol nach Belarus.
Der nächste internationale Flughafen ist Warschau.
Bahnanschluss besteht nicht.